# Osiemdziesiąte.pl
Osiemdziesiąte.pl – szósty album studyjny Roberta Janowskiego, wydany 8 marca 2012 roku przez wytwórnię płytową Agencja Artystyczna MTJ. Album zawiera 12 kompozycji wykonanych w wersji symfonicznej, które zyskały popularność w latach 80. XX wieku. 
Płyta dotarła do 35. miejsca listy OLiS.

## Lista utworów
Opracowano na podstawie materiału źródłowego.
1. „Ale wkoło jest wesoło” (Perfect)
2. „Au sza la la la” (Shakin Dudi)
3. „Do Ani” (Kult)
4. „Iść w stronę słońca” (2+1)
5. „Jezu jak się cieszę” (Klaus Mitffoch)
6. „Jolka, Jolka pamiętasz” (Budka Suflera)
7. „Kiedy mnie już nie będzie” (Seweryn Krajewski)
8. „Kocham cię kochanie moje” (Maanam)
9. „Kryzysowa narzeczona” (Lady Pank)
10. „Nasze randez-vous” (Kombi)
11. „Obudź się” (Oddział Zamknięty)
12. „Kochać inaczej” (De Mono)